# 多塞平
多塞平是一种含氮有机化合物，化学式C19H21NO，属于三环类抗抑郁药（TCA）。